# Jerrika Hinton
Jerrika Delayne Hinton (Oak Cliff, Dallas, Texas, 21 de septiembre de 1981) es una actriz estadounidense, reconocida por interpretar a Stephanie Edwards en Grey's Anatomy.

## Infancia y juventud
Jerrika Delayne Hinton nació y vivió en Oak Cliff, Dallas, Texas. Es hija de Avaleon Hinton y Cynthia Hinton, un empleado del gobierno de Dallas retirado. Se graduó con honores en 2002 de la Universidad Metodista del Sur con especialidad en bellas artes donde se destacó en actuación, dirección y dramaturgia.

## Carrera
La primera aparición de Hinton fue en la película Rain (2006) y desde entonces ha hecho participaciones en varias series de televisión como Gilmore Girls, Todo el mundo odia a Chris, Zoey 101, Ghost Whisperer, Gossip Girl, Lie to Me, Bones y Scandal. Otras de sus participaciones en cine incluyen Broken Angels y The Roommate.
En septiembre de 2012 se anunció que Hinton interpretará a la interna Stephanie Edwards en la Novena temporada de Grey's Anatomy. En enero de 2013 se anunció que Hinton, en conjunto con los otros internos recién llegados a la serie, se les dio la opción de formar parte del reparto regular de Grey's anatomy.

## Filmografía
| Año       | Nombre                     | Papel                | Nota                                                                     |
| --------- | -------------------------- | -------------------- | ------------------------------------------------------------------------ |
| 2006      | Rain                       | Beni Arnold          |                                                                          |
| 2006      | Gilmore Girls              | Allison              | Episodio: «Super Cool Party People»                                      |
| 2006      | Todo el mundo odia a Chris | Chica del cumpleaños | Episode: «Everybody Hates Rejection»                                     |
| 2007      | Eight Days a Week          | Marjorie Walsh       | Película para televisión                                                 |
| 2007      | Zoey 101                   | Claire Jeffries      | Episodio: «Son of a Dean»                                                |
| 2008      | Broken Angel               | Oficial Raines       |                                                                          |
| 2008      | Ghost Whisperer            | Oficinista           | Episodio: «Ball & Chain»                                                 |
| 2009      | Gossip Girl                | Mesera               | Episodio: «Valley Girls»                                                 |
| 2010      | Lie to Me                  | Robin                | Episodio: «Bullet Bump»                                                  |
| 2010      | Better with You            | Vendedora            | Episodio: «Piloto»                                                       |
| 2010      | Terriers                   | Didi                 | Episodio: «Missing Persons»                                              |
| 2011      | The Roommate               | Shiana               |                                                                          |
| 2011      | Mad Love                   | Eva                  | Episodio: «Fireworks»                                                    |
| 2011      | Bones                      | Nadine Tweed         | Episodio: «The truth in the Myth»                                        |
| 2011      | Consequences               | Tamika               | Episodio: «Monisa»                                                       |
| 2011      | A Christmas Kiss           | Tressa               | Película para televisión                                                 |
| 2012      | The Strangely Normal       |                      | Cortometraje                                                             |
| 2012      | Scandal                    | Hannah               | Episodio: «Hell Hath No Fury»                                            |
| 2012      | The Book Club              |                      | 2 episodios                                                              |
| 2012-2017 | Grey's Anatomy             | Stephanie Edwards    | Papel recurrente (Temporada 9) Papel regular (Temporada 10-Temporada 13) |
| 2018      | A Majestic Christmas       | Nell Harper          | Papel principal                                                          |
| 2020      | Hunters                    | Millie Morris        | Papel principal, 10 episodios                                            |
| 2024      | La lección de piano        | Grace                |                                                                          |